# 佐久間一
佐久間 一（さくま まこと、1935年（昭和10年）3月18日 - 2014年（平成26年）7月18日）は、日本の海上自衛官。第18代海上幕僚長、第19代統合幕僚会議議長。神奈川県出身。位階は従三位。

## 略歴
1935年（昭和10年）3月、横須賀市に生まれる。父は海軍大佐の佐久間良也（海兵第51期）である。父の転勤により軍港の街を転々とし、戦時中は母の実家のある宮崎市郊外に疎開し、終戦後も宮崎で中・高校生活を送った。高校3年生の時に大阪に引っ越し府立勝山高校に転入し、卒業した。
1953年（昭和28年）4月、保安大学校（後の防衛大学校）に第1期生として入校。卒業後は海上自衛隊に入隊し、幹部候補生学校を経て、1958年（昭和33年）3月、遠洋練習航海に参加。最初の部隊勤務は第1練習隊「なら」通信士であった。防大指導官などを経て第1術科学校幹部専門航海課程に入校。修業後は「あやなみ」航海長として勤務。その後、第2護衛隊群司令部幕僚、統合幕僚会議事務局勤務等を経験し、1974年（昭和49年）3月、佐世保地方隊所属の護衛艦「みくま」艦長に就任した。当時は冷戦時代であり、対馬海峡でのソ連艦艇の監視が大きな任務であった。
その後は主に海上幕僚監部で防衛畑を歩む。防衛課長、防衛部副部長では56中業を手掛け、防衛部長として61中防に携わり、シーレーン防衛やイージス艦の導入に尽力した。その後、幹部学校長、佐世保地方総監などの要職を歴任し、18代海上幕僚長に就任。自衛隊史上初めての防衛大学校出身の幕僚長であった。海幕長としてなだしお事件の処理にあたり、1991年（平成3年）4月には自衛隊にとって初の海外実任務であるペルシャ湾に（自衛隊ペルシャ湾派遣）掃海部隊を送り出している。その後、第19代統合幕僚会議議長を務め、1993年（平成5年）7月に退官。
2005年6月からは水交会の第13代会長に就任。第15代海上幕僚長だった吉田学から同職を引き継ぎ、こちらでも防衛大学校出身者、かつ帝国海軍に勤務経験のない人物として初の同会会長となった。吉田会長時代の2001年、海上自衛隊退職者の任意団体だった「海上桜美会」が水交会と合併しており、佐久間の会長就任は両団体の統合により実現が可能となった。佐久間は会長職を約3年務め、2008年3月に第20代海上幕僚長だった林崎千明に席を譲って退任した。

## 年譜
- 1957年（昭和32年）3月：防衛大学校卒業（第1期）、海上自衛隊に入隊（第8期幹候）
- 1958年（昭和33年）4月：3等海尉任官
- 1960年（昭和35年）
  - 2月：2等海尉
  - 9月：護衛艦「おおなみ」船務士
- 1961年（昭和36年）12月：防衛大学校訓練部指導官兼訓練教官
- 1963年（昭和38年）7月：1等海尉
- 1964年（昭和39年）6月：護衛艦「あやなみ」航海長
- 1967年（昭和42年）7月：第2護衛隊群司令部幕僚
- 1968年（昭和43年）7月：3等海佐
- 1972年（昭和47年）7月：2等海佐
- 1974年（昭和49年）3月：護衛艦「みくま」艦長
- 1975年（昭和50年）12月：海上幕僚監部経理補給部補給課後方班長
- 1977年（昭和52年）1月1日：1等海佐に昇任
- 1978年（昭和53年）7月10日：第36護衛隊司令
- 1979年（昭和54年）2月1日：海上幕僚監部防衛部防衛課防衛班長
- 1980年（昭和55年）7月1日：自衛艦隊司令部監察主任幕僚
- 1981年（昭和56年）12月2日：海上幕僚監部防衛部防衛課長
- 1982年（昭和57年）7月1日：海将補に昇任
- 1983年（昭和58年）1月20日：海上幕僚監部防衛部副部長
- 1984年（昭和59年）3月16日：第2護衛隊群司令
- 1985年（昭和60年）4月16日：海上幕僚監部防衛部長
- 1986年（昭和61年）6月17日：海将に昇任、海上自衛隊幹部学校長
- 1988年（昭和63年）7月7日：第23代 佐世保地方総監に就任
- 1989年（平成元年）8月31日：第18代 海上幕僚長に就任
- 1991年（平成03年）7月1日：第19代 統合幕僚会議議長に就任
- 1993年（平成05年）7月1日：退官
- 1994年（平成06年）1月1日：防衛庁顧問
- 2004年（平成16年）6月：財団法人水交会会長
- 2007年（平成19年）4月29日：瑞宝重光章受章
- 2008年（平成20年）3月：水交会会長を退任
- 2014年（平成26年）7月18日：午前4時33分、急性心筋梗塞のため神奈川県内の病院で死去（享年79）[1]。叙・従三位[2]

## 栄典
- 瑞宝重光章 - 2007年（平成19年）4月29日

## 関連書籍
- 佐久間一『国の守り　読売ぶっくれっと　No.53』読売新聞東京本社、2006年2月
- 佐久間一『佐久間一　オーラル・ヒストリー　上下』防衛省防衛研究所、2007年3月
- 佐久間一『佐久間一(元統合幕僚会議議長)オーラルヒストリー　上下』近代日本史料研究会、2008年3月
- 佐久間一編『武力戦の諸相　叢書日本の安全保障シリーズ6』内外出版、2008年6月